# Syllimnophora nigrargentata
Syllimnophora nigrargentata är en tvåvingeart som först beskrevs av Albuquerque 1954.  Syllimnophora nigrargentata ingår i släktet Syllimnophora och familjen husflugor. Inga underarter finns listade i Catalogue of Life.